# 시드 (밴드)
시드(일본어: シド, SID, 시도)는 일본의 비주얼계 밴드이다.

## 멤버
* 마오 マオ - 보컬
- 10월 23일생, 후쿠오카현 출신, 키173cm / 몸무게 54 kg/ AB형
- 외모와는 달리 남자다운 성격.
- 2009년 12월에 한국에 왔었다.
- 유우야랑 개그 궁합이 잘 맞는다.
- 쌀은 본가에서 보내달라고 해서 먹는다.
- 팬서비스 정신이 매우 투철하다.
- 카레 애호가(코코이찌방야에 자주 간다).
- 黑夢의 키요하루의 열혈 팬.
- 로리 패션을 선호했으나 지금은 별로.
- 호칭은 마오냥
- 시도 전에는 SHULA에서 활동.

* 신지 Shinji - 기타
- 2월 8일생, 사이타마현 출신, 키 178 cm /몸무게 57 kg / O형
- 방송에서 얌전한 모습과는 다르게 유우야랑 같이 개그 센스가 탁월하다.
- 오타쿠 기질이 다분하다.
- 갑각류 알러지가 있다.
- 고교 졸업 후 여름에 탈색을 하고선 부모님한테 호되게 맞았다.
- 양복점에서 아르바이트를 한 적이 있다.
- FF와 드래곤 퀘스트의 열혈 유저.
- 동물을 매우 좋아한다.
- BOØWY의 열광적인 팬.
- 가끔 깨는 패션 센스를 선보여서 팬들을 경악하게 한다.
- 친구가 별로 없다.
- 벌레를 매우 싫어한다.
- 시도 전에 uranus라는 밴드에 있었다.

* 아키 明希 - 베이스 
- 2월 3일생, 카나가와현 출신(도쿄도 출생), 키 175 cm / 몸무게 55 kg / B형
- 어릴 때 꿈 중에 하나는 의사.
- 피아노를 칠 수 있다.
- 몬스터 헌터 열혈 유저.
- 록에서 쟈니스 계열까지 엄청난 인맥을 자랑한다.대표적으로 라르크 앙 시엘과 글레이 등등이 있다.
- 고양이 알러지가 있다.
- 금연했다가 다시 흡연 재개.
- 스스로 도M이라고 한다.
- 전신에 약 30개가 넘는 피어싱을 했다.
- 전에는 술버릇이 안 좋았다고 스스로 인정(센티멘탈 마끼야토의 라디오에서 모르는 사람에게 김치를 던진적 있다고 자백했다). 지금은 많이 좋아졌다.
- 호칭은 아키様
- 전에 소속되어 있던 밴드는 RAM∞REM

* 유야 ゆうや - 드럼
- 12월 9일생, 치바현 출신, 키180cm / 몸무게 60 kg / A형
- 시도 멤버 중에서 No.0의 개그 담당.
- JITB 2008 세션G에서는 기타를 쳤다.
- V계 드러머들과 해마다 망년회를 한다.
- 화를 잘 안 낸다(마오 증언).
- 천둥번개를 좋아하지 않는다.
- 신지와 함께 술을 얼마까지 마실 수 있나 작정하고 마신 적이 있다.
- 과거에 축구를 해서 브라질에도 다녀왔다.

## 발자취
- 2003년 마오(보컬)와 아키(베이스)를 중심으로 '시도'를 결성했다. 그 후 신지(기타)와 유야(드럼)가 가입해 현재의 시도가 되었다.
- 2008년 5월 1일 메이저 데뷔를 발표했다.
- 애니메이션 '흑집사'의 오프닝으로도 쓰인 モノクロのキス로 메이저데뷔를 했다.
- 데뷔 기념공연을 일본 무도관에서 했다.
- 유야 작곡의 [嘘]로 오리콘 2위를 했다.

## 음반 목록

### 싱글
인디즈
| 순서 | 발매일           | 제목                                         | 설명                                |
| ---- | ---------------- | -------------------------------------------- | ----------------------------------- |
| 1    | 2003년 8월       | 吉開学17歳（無職）요시가이 마나부 17세(무직) | MD로 발매한 첫 음원.                |
| 2    | 2004년 3월 28일  | 会場盤 카이죠방 회장반                       | 회장 한정 판매                      |
| 3    | 2004년 4월 4일   | 通販盤 츠항방 통판반                         | 통신한정 판매                       |
| 4    | 2004년 6월 6일   | 流通盤 류츠방 유통반                         | 회장 한정 판매                      |
| 1    | 2005년 10월 12일 | Sweet?                                       | 덴져 크루 레코드에서 발매된 첫 음원 |
| 2    | 2006년 2월 8일   | ホソイコエ 호소이코에 가는 목소리            |                                     |
| 3    | 2006년 6월 14일  | chapter 1                                    |                                     |
| 4    | 2006년 8월 16일  | 御手紙 오테가미 편지                         | 오리콘 주간 랭킹 첫등장 9위         |
| 5    | 2007년 4월 4일   | smile                                        |                                     |
| 6    | 2007년 7월 11일  | 夏恋 나츠코이                                |                                     |
| 7    | 2007년 9월 26일  | 蜜指〜ミツユビ〜 미츠유비                    | 오리콘 주간 랭킹 첫등장 5위         |
| 8    | 2007년 12월 6일  | 涙の温度 나미다노 온도 눈물의 온도           | 오리콘 주간 랭킹 첫등장 4위         |

메이저
1. モノクロのキス 모노쿠로노키스 흑백의 키스 (2008년 10월 4일)
  1. モノクロのキス
  2. season
  3. and boyfriend (Live at 代々木第一体育館)
2. 2°C目の彼女 니도메노카노죠 두 번째 그녀 (2009년 1월 14일)
  1. 2°C目の彼女
  2. 泣き出した女と虚無感 울기 시작한 여자와 허무감
  3. お別れの唄 (Live at 日本武道館 2008.11.2.)
3. 嘘 우소 거짓말 (2009년 4월 29일)
  1. 嘘
  2. 日傘 양산
  3. 誘感コレクション (Live at 日本武道館 2008.11.2.)
4. one way (2009년 11월 11일)
  1. one way
  2. 怪盗ネオン
  3. 土曜日の女 (Live from SID TOUR 2009 hikari)
5. sleep (2010년 3월 3일)
  1. sleep
  2. 歌姫
  3. 合鍵 (Live from SID TOUR 2009 hikari)
6. レイン 레인 rain (2010년 6월 2일)
  1. レイン
  2. cut
  3. chapter 1 (Live from　一番好きな場所 2010)
7. cosmetic (2010년 9월 29일)
  1. cosmetic
  2. すぐ傍で
  3. 眩暈 (Live from　一番好きな場所 2010)
8. 乱舞のメロディ 난무의 멜로디 (2010년 12월 1일)
  1. 乱舞のメロディ
  2. 暖炉
  3. ホソイコエ
9. いつか'  이츠카 언젠가 (2011년 9월 28일)
  1. いつか
  2. 秋風
  3. NO LDK（Live from 『dead stock TOUR 2011』）
10. '冬のベンチ' 후유노벤치 겨울 벤치(2011년 12월 28일)
  1. 冬のベンチ
  2. 囮
  3. アリバイ （Live from 『dead stock TOUR 2011』）
11. 残り香노코리가 잔향 (2012년 5월 2일)
  1. 残り香
  2. Graduation
  3. 日傘 （Live from JACK IN THE BOX 2011）
12. S (2012년 5월 9일)
  1. S
  2. レイニーデイ
  3. 歌姫 （Live from「3.16 SHOOTING LIVE」）
13. V.I.P (2012년 11월 21일)
  1. V.I.P
  2. 走馬灯
  3. Sympathy （Live from TOUR 2012 『M&W』）
14. 恋におちて 코이니오치테 사랑에 빠져서 (2013년 4월 10일)
  1. 恋におちて
  2. 絶望の旗
  3. Cafe de Bossa (Live from TOUR 2012『M＆W』extra in台湾)
15. サマラバ' 사마라바 (2013년 7월 24일)
  1. サマラバ
  2. 焼却炉
  3. 夏恋
16. ANNIVERSARY (2013년 11월 6일)
  1. 夏恋
  2. 嘘
  3. アリバイ
  4. モノクロのキス
  5. 私は雨
  6. レイン
  7. 御手紙
  8. ミルク
  9. 妄想日記
  10. 妄想日記2
  11. 眩暈
  12. S
  13. sleep
  14. ハナビラ
  15. 白いブラウス　可愛い人
  16. and　boyfriend
  17. エール
  18. V．I．P
17. hug(2014년 2월 12일)
  1. hug
  2. hug（Instrumental）
18. ENAMEL (2014년 8월 27일)
  1. ENAMEL
  2. 影絵
  3. モノクのキス（Live　From　「SID　10th　Anniversary　TOUR　2013　」）
19. White tree (2014년 12월 10일)
  1. White tree
  2. White　tree　‐Piano　Ver‐
  3. White　tree　‐Instrumental‐
20. NOMAD (2017년 9월 7일)

### 앨범
인디즈
| 순서 | 발매일           | 제목                                      | 설명                         |
| ---- | ---------------- | ----------------------------------------- | ---------------------------- |
| 1    | 2004년 12월 22일 | 憐哀 -レンアイ- 렝아이                    |                              |
| 2    | 2005년 11월 16일 | 星の都 호시노미야코 별의 도시             |                              |
| 3    | 2006년 11월 8일  | play                                      | 오리콘 주간 랭킹 첫등장 9위  |
| 4    | 2008년 2월 20일  | センチメンタルマキアート 센티멘탈마끼아또 | 오리콘 주간 랭킹 첫등장 8위  |
| 5    | 2008년 8월 13일  | Side B complete collection〜e.B〜         | 오리콘 주간 랭킹 첫등장 10위 |

메이저
1. hikari (2009년 7월 1일)
2. dead stock(2011년 2월 23일)
3. M&W (2012년 8월 1일)
4. OUTSIDER (2014년 3월 12일)